# Gare de Cheongnyangni
La gare de Cheongnyangni est une gare ferroviaire des lignes Yeongdong (en), Taebaek (en) et Jungang. Elle est située dans le quartier Jeonnong-dong, de l'arrondissement Dongdaemun-gu, sur le territoire de la ville de Séoul, en Corée du Sud. Elle est en correspondance avec la station Cheongnyangni du métro de Séoul.

## Histoire
La gare Cheongnyangni est mise en service le 15 octobre 1911 sur la ligne Gyeongwon. Au début des années 1930, la gare de Joseon étant saturée, une part de son trafic marchandises est transféré à Cheongnyangni qui est agrandie. En 1935, elle fait dix fois sa taille d'origine et elle gère les marchandises de la région de Gyeongseong.
Elle est renommée Donggyeongseong le 1er mai 1938, puis elle retrouve son nom d'origine le 1er juin 1942. La gare est incendiée, en 1950, lors de la Guerre de Corée. Elle dispose de nouveau d'un bâtiment opérationnel le 6 novembre 1959.

## Service des voyageurs

### Accueil

Installations
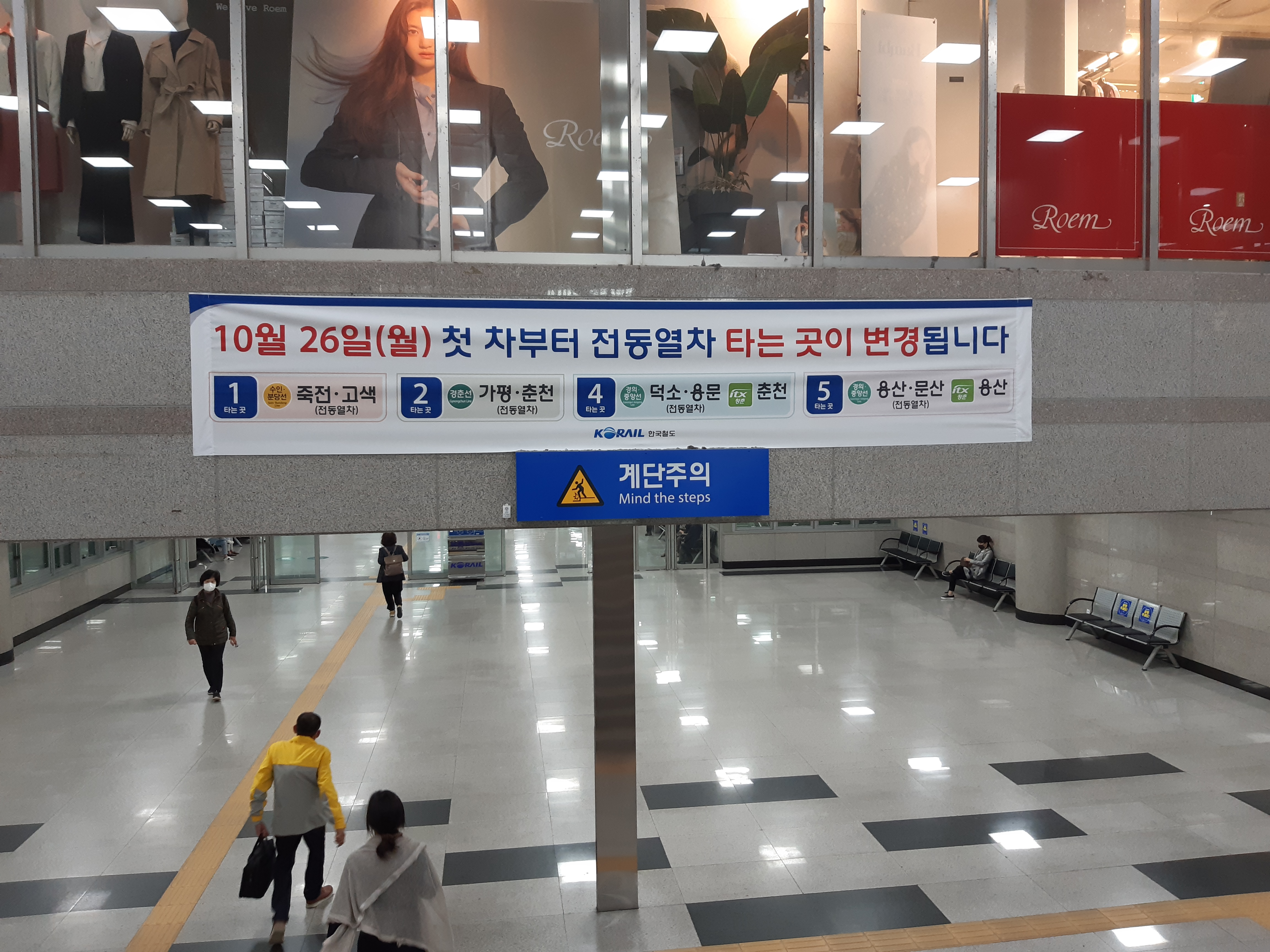
En 2020.
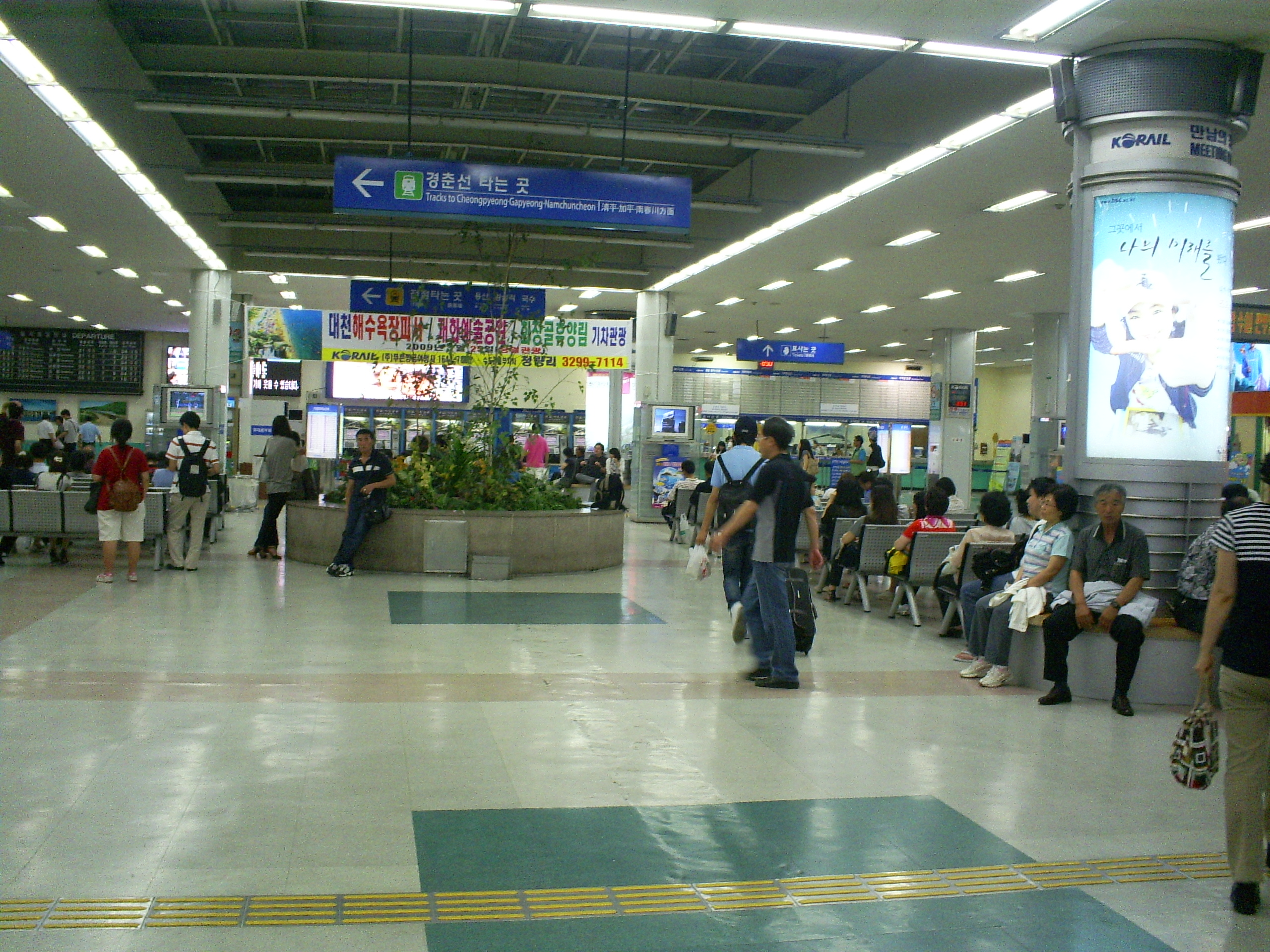
En 2009.
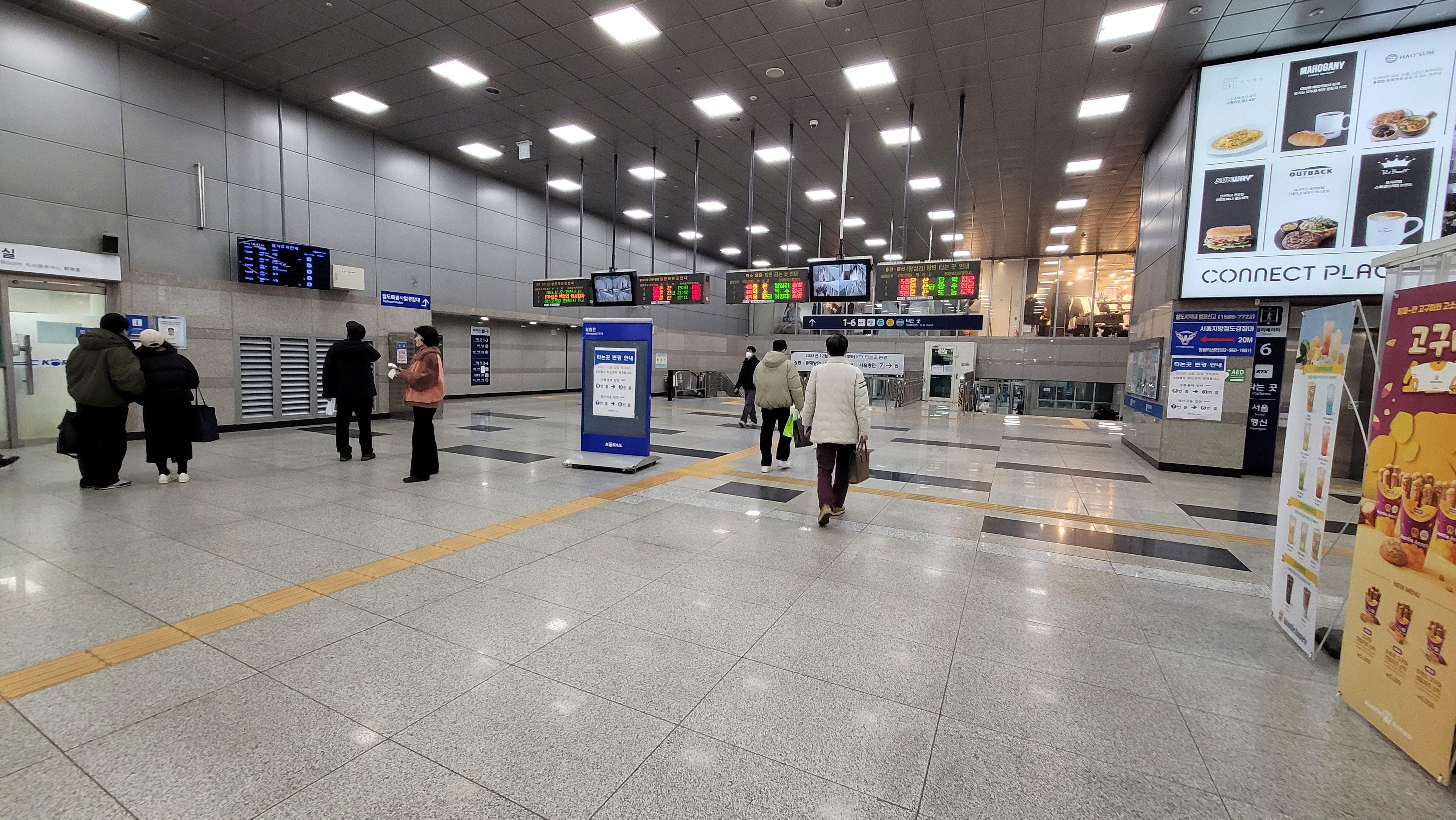
En 2023.

### Desserte

Installations et desserte
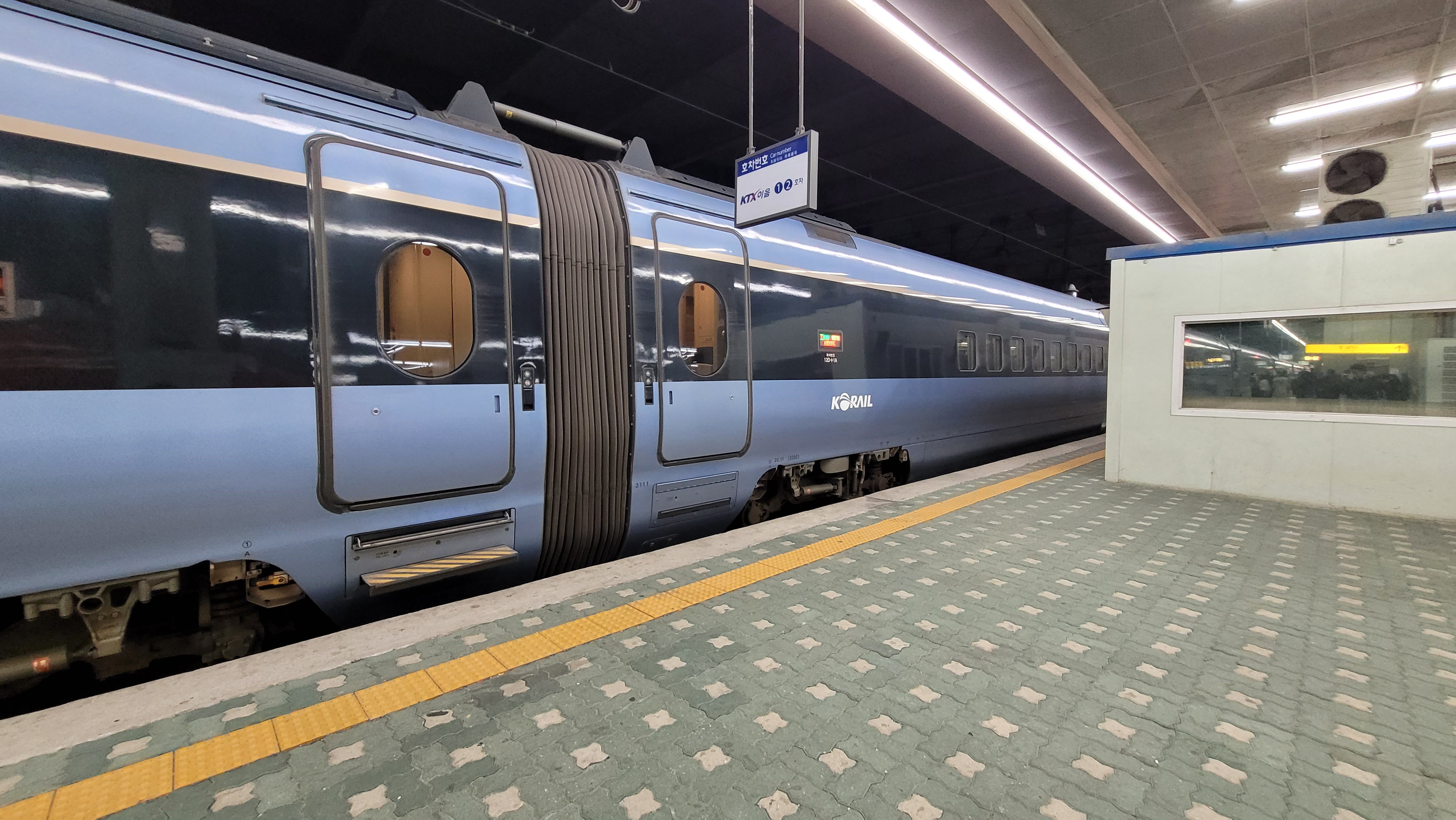
KTX-Eum (en), en 2023.
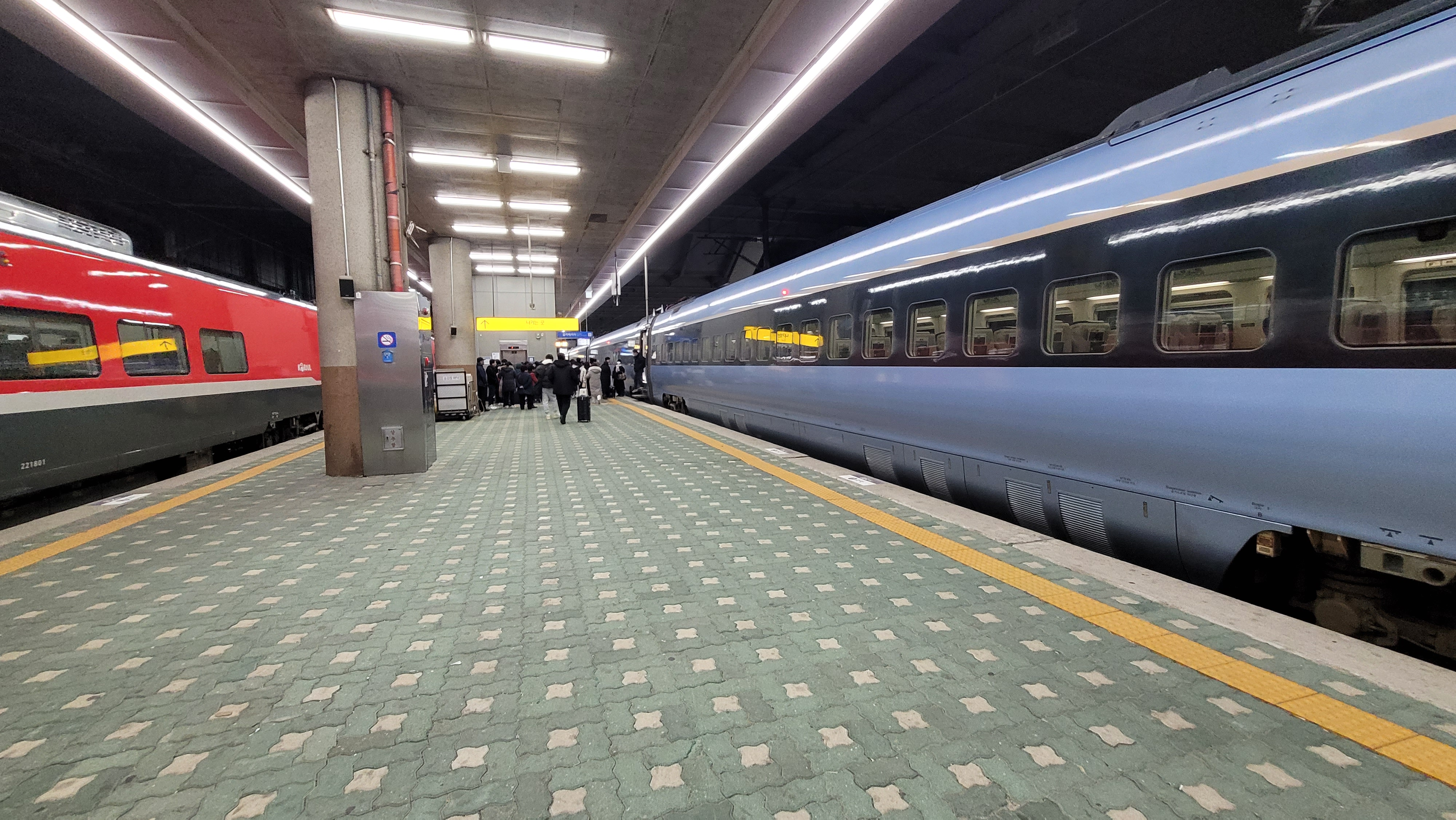
ITX et KTX, en 2023.
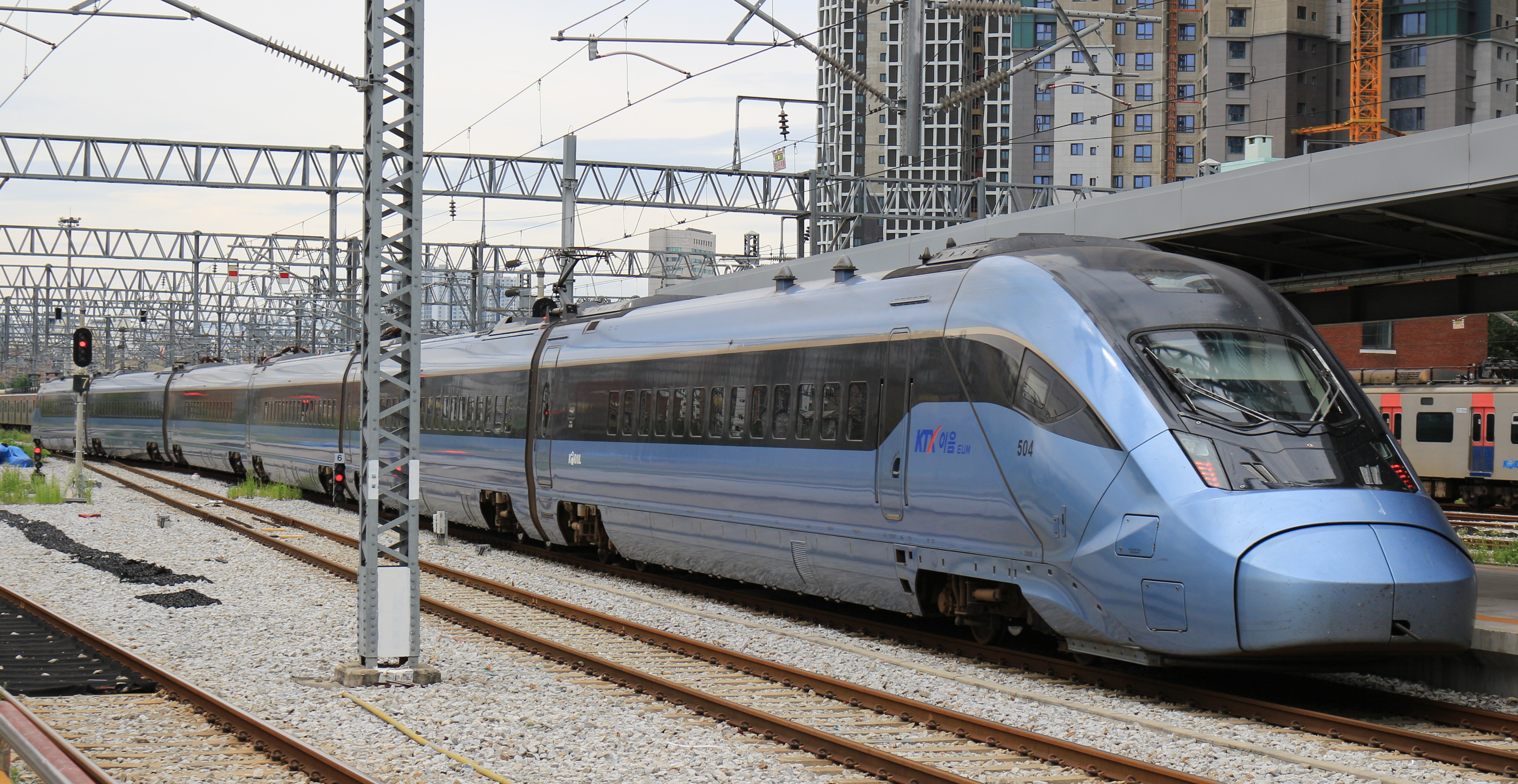
ITX-Maeum, en 2022.

### Intermodalité
La gare est en correspondance directe avec la station Cheongnyangni du métro de Séoul, desservie par la ligne 1, la ligne Gyeongchun et la ligne Gyeongui-Jungang. La première est souterraine les deux suivantes sont situées en surface sur un quai de la gare aménagé pour les caisses basses des rames du métro et équipé de portes palières.